# Jhon Murillo (football)
Pour les articles homonymes, voir Jhon Murillo.
Jhon Murillo Romaña, né le 4 juin 1995 à El Nula au Venezuela, est un footballeur international vénézuélien, qui évolue au poste d'ailier à l'América de Cali.

## Biographie

### Carrière de joueur
Avec le Zamora FC, Jhon Murillo dispute huit matchs en Copa Libertadores, pour trois buts inscrits.
En début d'année 2015, il s'illustre en marquant deux doublés dans le championnat du Venezuela.
Le 20 mai 2015, le Zamora FC confirme le transfert de Jhon Murillo au Benfica Lisbonne, où il signe un contrat de cinq ans,.
Deux mois plus tard, le 16 juillet 2015, il est prêté sans option d’achat au CD Tondela pendant deux ans.
Le 19 mai 2019, il se met en évidence en étant l'auteur d'un doublé dans le championnat du Portugal avec Tondela, lors de la réception du GD Chaves (victoire 5-2).

### Carrière internationale
Avec les moins de 20 ans, il participe au championnat sud-américain des moins de 20 ans en 2015. Lors de cette compétition organisée en Uruguay, il joue quatre matchs. Avec un bilan d'une victoire et trois défaites, le Venezuela est éliminé dès le premier tour.
Il est convoqué pour la première fois par le sélectionneur national Noel Sanvicente pour un match amical contre le Honduras le 11 février 2015, et marque son premier but en sélection durant cette rencontre (victoire 2-1).
Quelques mois plus tard, il participe à la Copa América. Lors de cette compétition organisée au Chili, il ne joue aucun match. Avec un bilan d'une victoire et deux défaites, le Venezuela est éliminé dès le premier tour.
Le 6 septembre 2017, il inscrit son deuxième but en équipe nationale, contre l'Argentine. Ce match nul (1-1) rentre dans le cadre des éliminatoires du mondial 2018. Il marque ensuite deux autres buts lors de l'année 2019, lors de match amicaux contre l'Argentine et le Mexique.
En 2019, il participe à sa deuxième Copa América. Lors de cette compétition organisée au Brésil, il joue quatre matchs. Le Venezuela s'incline en quart de finale face à l'Argentine. Par la suite, en 2021, il dispute sa troisième Copa América. Lors de ce tournoi qui se déroule au Brésil, il doit se contenter du banc des remplaçants. Avec un bilan de deux nuls et deux défaites, le Venezuela est éliminé dès le premier tour.

## Palmarès
- Avec le Zamora FC
  - Champion du Venezuela en 2013 et 2014

## Statistiques
| Saison                | Club                  | Championnat           | Championnat | Championnat | Coupe(s) nationale(s) | Coupe(s) nationale(s) | Compétition(s) continentale(s) | Compétition(s) continentale(s) | Compétition(s) continentale(s) | Venezuela | Venezuela | Total | Total |
| Saison                | Club                  | Division              | M.          | B.          | M.                    | B.                    | Comp.                          | M.                             | B.                             | M.        | B.        | M.    | B.    |
| 2012-2013             | Zamora FC             | Primera División      | 4           | 0           | 1                     | 0                     | -                              | -                              | -                              | -         | -         | 5     | 0     |
| 2013-2014             | Zamora FC             | Primera División      | 30          | 10          | 6                     | 1                     | CL                             | 4                              | 1                              | -         | -         | 40    | 12    |
| 2014-2015             | Zamora FC             | Primera División      | 22          | 8           | 2                     | 0                     | CL                             | 4                              | 2                              | 1         | 1         | 29    | 11    |
| 2015-2016             | CD Tondela            | Primeira Liga         | 14          | 3           | -                     | -                     | -                              | -                              | -                              | 2         | 0         | 16    | 3     |
| Total sur la carrière | Total sur la carrière | Total sur la carrière | 70          | 21          | 9                     | 1                     | -                              | 8                              | 3                              | 3         | 1         | 90    | 26    |